# Tevin Gamboa
Tevin Wilford „Lipo” Gamboa (ur. 22 stycznia 1994 w Dangridze) – belizeński piłkarz występujący na pozycji bramkarza, reprezentant kraju, obecnie zawodnik Belize Defence Force.

## Kariera klubowa
Gamboa pochodzi z dzielnicy miasta Dangriga o nazwie Backatown. Uczęszczał do szkół Solid Rock Christian Academy, Hope Creek Methodist School oraz Delille Academy. Równolegle do piłki nożnej trenował koszykówkę. W 2010 roku w barwach koszykarskiej drużyny Harlem wziął udział w młodzieżowym turnieju Dangriga Summer Bounce Basketball Championship. Przez dwa lata terminował w młodzieżowej szkółce piłkarskiej w Hondurasie, lecz ze względu na stosunkowo niski wzrost i kontuzję żaden tamtejszy klub nie zaproponował mu umowy. Wobec tego powrócił do Dangrigi, dołączając do ekipy Wagiya FC. W lidze belizeńskiej debiutował natomiast w klubie San Ignacio United FC.
Następnie Gamboa przeniósł się do wyżej notowanego Belize Defence Force FC. Dwukrotnie wywalczył z nim tytuł wicemistrza Belize (2016/2017 Opening, 2017/2018 Closing), a raz został wybrany najlepszym bramkarzem ligi belizeńskiej (2014/2015 Opening). Podczas półprofesjonalnej gry w BDF był czynnym żołnierzem belizeńskich sił zbrojnych. W 2019 roku opuścił BDF z powodów osobistych i przeszedł do krajowego potentata Belmopan Bandits FC. Wywalczył z nim wicemistrzostwo Belize (2019/2020 Opening), lecz był wyłącznie rezerwowym dla doświadczonego Shane'a Orio, wobec czego szybko powrócił do Belize Defence Force.

## Kariera reprezentacyjna
W listopadzie 2008 Casey został powołany przez Kenta Gabourela do reprezentacji Belize U-17 na środkowoamerykańskie kwalifikacje do Mistrzostw CONCACAF U-17. Wystąpił tam w meczu z Hondurasem (0:9), a jego drużyna nie awansowała na kontynentalny turniej.
W grudniu 2010 Gamboa w barwach reprezentacji Belize U-20 wziął udział w środkowoamerykańskich eliminacjach do Mistrzostw CONCACAF U-20. Belizeńczycy ponownie nie zdołali się zakwalifikować do turnieju finałowego, notując dwie porażki – z Salwadorem (1:6) i Hondurasem (0:3). Gamboa wystąpił tylko w pierwszym spotkaniu.
W sierpniu 2015 Gamboa znalazł się w ogłoszonym przez Edmunda Pandy'ego Sr. składzie reprezentacji Belize U-23 na środkowoamerykańskie preeliminacje do Igrzysk Olimpijskich w Rio de Janeiro. Belizeńczycy przegrali obydwa spotkania i odpadli z dalszej rywalizacji.
Do seniorskiej reprezentacji Belize Gamboa został po raz pierwszy powołany na obóz treningowy w listopadzie 2014. W kwietniu 2015 otrzymał również powołanie od selekcjonera Jorge Nunesa na dwumecz z Kajmanami w ramach eliminacji do mistrzostw świata w Rosji. Przesiedział jednak wówczas obydwa spotkania na ławce rezerwowych (pierwszym golkiperem był Woodrow West). W drużynie narodowej zadebiutował dopiero 2 listopada 2016 w przegranym 0:5 meczu towarzyskim z Hondurasem.